# Creu de terme de Coll Manresa
La Creu de terme de Coll Manresa és una obra del municipi de Manresa (Bages) declarada bé cultural d'interès nacional.

## Descripció
La creu de terme consta d'un basament de pedra, d'època medieval, molt deteriorat, i d'estructura irregular. El fust de la columna a la base és de secció quadrada, però encara queden restes de secció octogonal al llarg del fust i sobretot en la part superior. Aquesta creu no presenta cap mena d'ornamentació, ni tampoc un capitell a sobre la columna. Corona el monument una creu de ferro molt senzilla. L'estat general de conservació és molt dolent, raó per la qual es troba en perill de desaparèixer. L'abundància d'esbarzers i herbotes n'impedeix la visió de tot el peu.

## Història
La creu consta d'un basament de pedra, d'època medieval, molt deteriorat, i d'estructura irregular amb graons per una sola banda. El fust de la columna a la base és de secció quadrada, però encara queden restes de secció octogonal al llarg del fust i sobretot en la part superior. Aquesta creu no presenta cap mena d'ornamentació, ni tampoc un capitell a sobre la columna. Corona el monument una creu de ferro molt senzilla. L'estat general de conservació és molt dolent, raó per la qual es troba en perill de desaparèixer.